# Никольская церковь (Суйфэньхэ)
Це́рковь в честь святи́теля Никола́я Чудотво́рца — бывший православный храм Харбинской епархии Русской православной церкви, расположенная в городе Суйфыньхэ близ границы с Россией. Ныне находится в ведении Евангелическо-лютеранской общины Суйфэньхэ.

## История

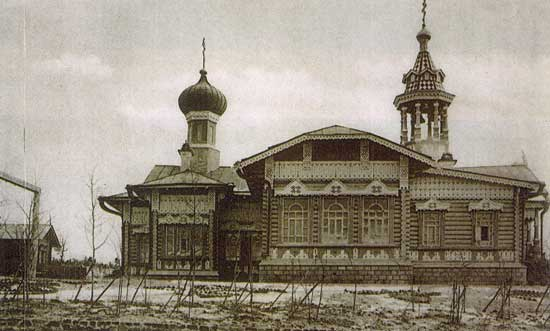
Деревянный (первый) храм

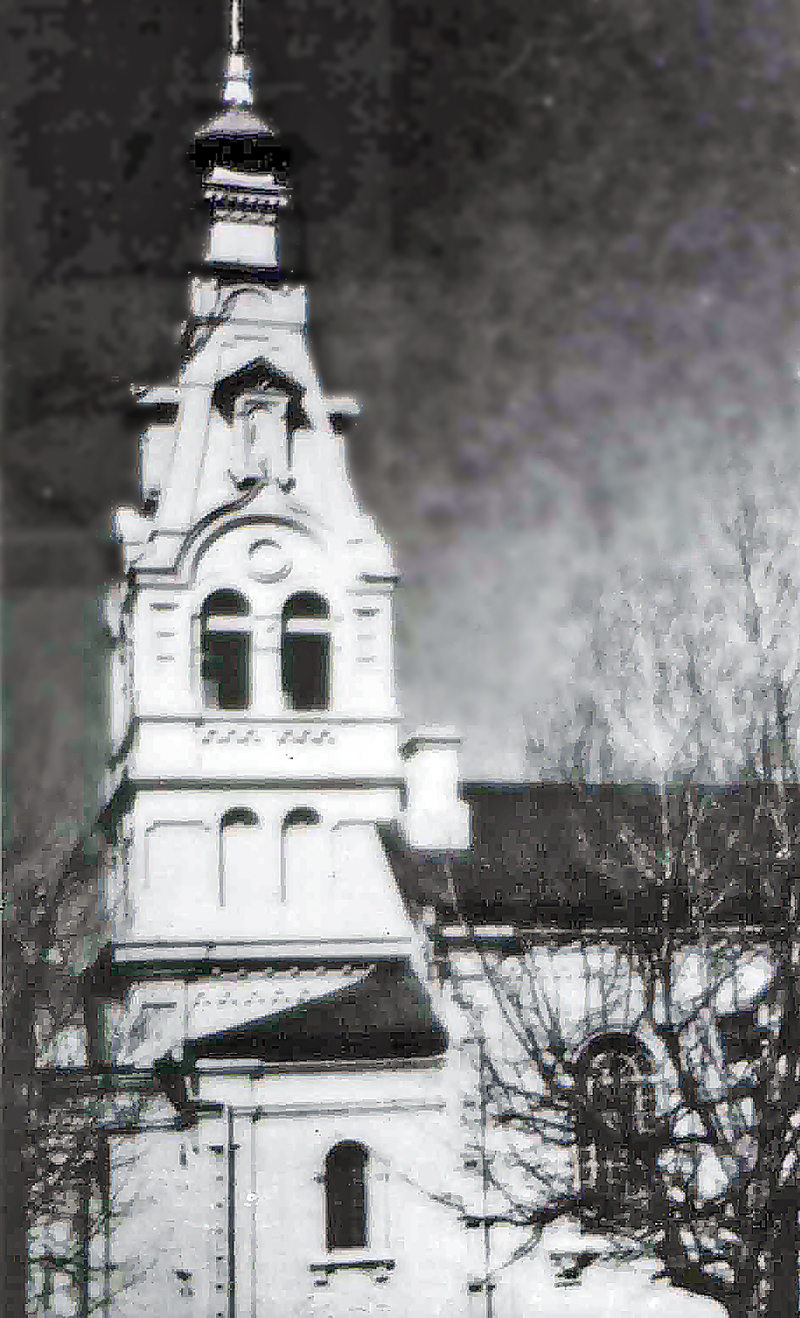
Свято-Николаевская церковь в Суйфэньхэ. 1930-е гг.

Первое, деревянное здание храма, построенное по типовому железнодорожному проекту церкви-школы, было освящено 21 декабря 1902 года благочинным духовенства Заамурского округа Пограничной стражи священником Александром Журавским. В 1909 году деревянный храм сгорел.
Вместо него в 1913 году под руководством архитектора Селиванова была построена каменная церковь по новому типовому проекту. Церковь была построена на месте бывшей мэрии в 200 метрах от железнодорожного вокзала.
С образованием в 1922 году Харбинской епархии храм относился к ней.
В 1923 году именно из этой церкви была передана Икона Иверской Божией Матери для новой церкви в Харбине.
На 1939 год в храме служили 4 священника, а сама церковь включала 53 человека, из которых 17 женщин.
К 1943 году количество прихожан выросло до 230 человек. В 1945 году во время военных действий купол храма был взорван, а сама христианская община распалась в 1946 году. Богослужения возобновились лишь в первой половине 1950-х годы. Сведения о служившем тогда духовенстве не обнаружены.
После закрытия церковь в Суйфэньхэ часто меняла свой облик и назначение, в том числе служила залом для совещаний городского правительства.
В 2000 году церковь была отреставрирована силами энтузиастов и краеведов. В 2006 году правительство Китая восстановило взорванный купол и включило церковь в список особо охраняемых объектов. В декабре 2008 года в дар от Владивостокской епархии Правительству города Суйфэньхэ был передан колокол весом 1280 кг, изготовленный колокололитейной фирмой «Литекс» (г. Москва), предназначенный для восстанавливаемого православного храма в честь свт. Николая Чудотворца.

## Клир
Настоятели:
- 1901—1903 — Соломон Имерлишвили
- 1904—1906 — Константин Цивилев
- 1907—1909 — Симеон Дзугаев
- 1912—1930 — Тихон Ильинский
- 1930—1932 — Димитрий Смирнов
- 1932—1937 — Георгий Силинский
- 1938—1939 — Петр Русин
- 1939—1940 — Иоанн Клярович
- 1940—1941 — Алексий Гусев
- 1941 — Павел Шиляев
- 1942—1945 — Иоанн Копырин

Сверхштатные священники:
- Николай Труфанов (1918—1924)
- Симон (Горбоносов) (1932—1938)

Диаконы:
- Стефан Мартынчик (1915—1924)
- Михаил Шумилов (1925—1928)
- Александр Хромоногов (1928—1932)
- Кирилл Довгаль (1932—1942)